# Heerenveen (plaats)
Heerenveen (Fries: It Hearrenfean (uitspraakⓘ), Stellingwerfs: et Vene) is de hoofdplaats van de gelijknamige gemeente Heerenveen, in de Nederlandse provincie Friesland.
De plaats ligt ten zuidoosten van Sneek en ten zuidwesten van Drachten, tussen Joure en Gorredijk. Het is de grootste kern van de gemeente, en telde in 2023 30.680 inwoners. In 2019 had Heerenveen 92.000 m² winkelvloeroppervlak waarvan 40.000 in het centrum.

## Geschiedenis

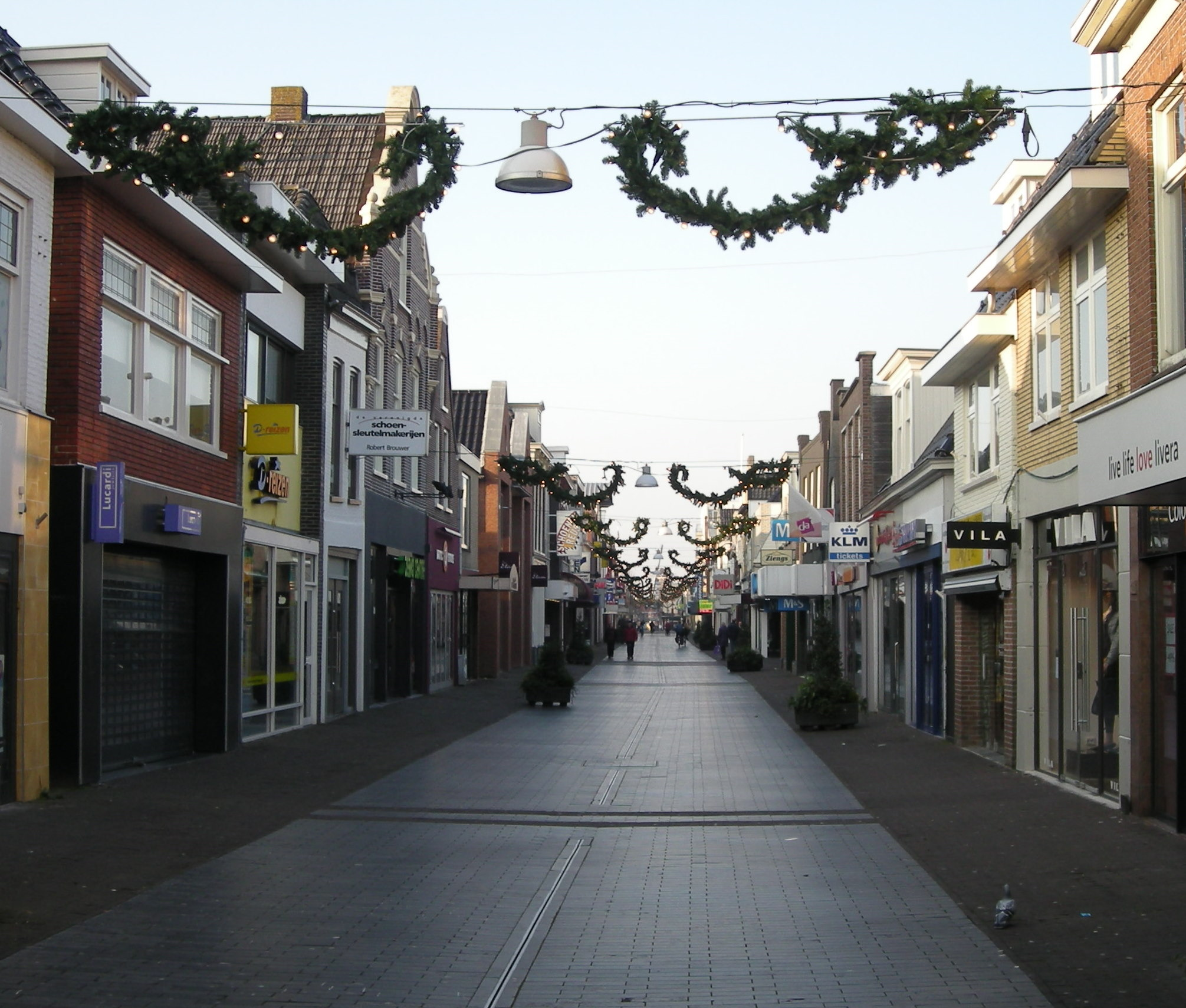
Dracht, winkelstraat

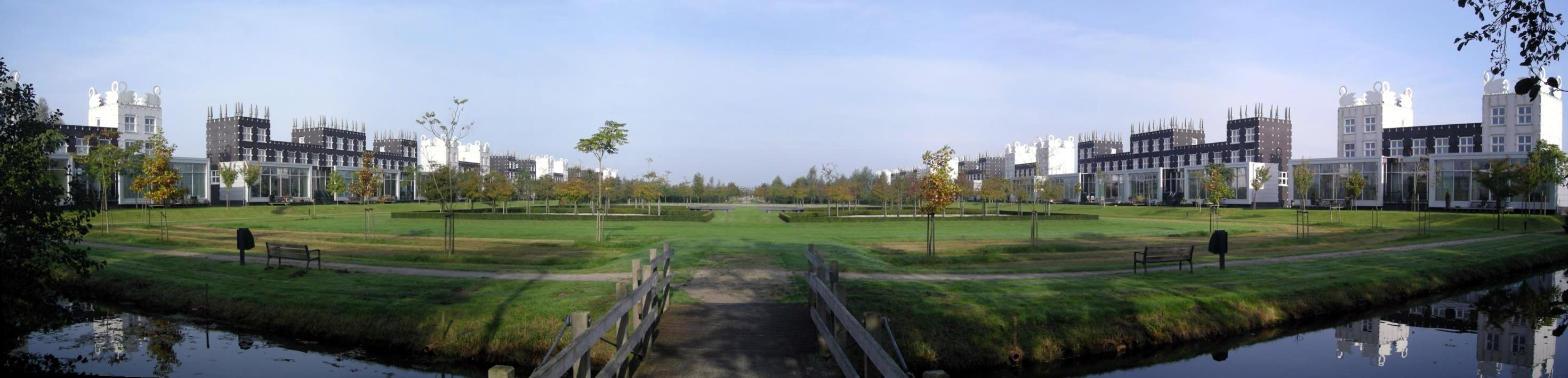
Zwanenwoud in Skoatterwâld

Heerenveen is het oudste veenkanaaldorp van Nederland. De plaats is in 1551 ontstaan op het kruispunt van de Heeresloot (officieel, Fries: Hearresleat, vroeger: Heerensloot) en de Schoterlandse Compagnonsvaart. Hier lag ook de Heereweg, de verbindingsweg Zwolle-Leeuwarden. Het graven van deze twee kanalen gebeurde op initiatief van drie heren: Van Dekema, Cuyck en Foeyts. Op 24 juli 1551 richtten ze een compagnie op met als doel grote stukken land te kopen om aan veenontginning te doen. Vandaar de naam de heeren -van het- veen, oftewel Heerenveen.
In de 19e eeuw ontwikkelde Heerenveen zich doordat, behalve dat er welgestelde burgers waren, er ook veel middenstand kwam. En met het nabijgelegen Oranjewoud wordt de plaats sindsdien ook wel Het Friese Haagje genoemd. Er was echter een obstakel. Door de plaats liep de grens van de twee gemeenten Aengwirden en Schoterland.
Pas op 1 juli 1934 werd uit stukken van deze twee gemeenten, en een stukje van de gemeente Haskerland, de gemeente Heerenveen gevormd. Deze geschiedenis vinden we ook terug in het wapen van Heerenveen. Heerenveen werd de hoofdplaats van de nieuwe gemeente.
Heerenveen werd lange tijd gekenmerkt door lintbebouwing. Noord-zuid was de totale lengte vijf kilometer, terwijl de breedte tussen de spoorlijn en de rijksweg niet meer dan één kilometer bedroeg. In de jaren zeventig werd begonnen met bouwen van woonwijken ten westen van de spoorlijn tot aan de Engelenvaart, dat de gemeentegrens is. Nadat dit gebied was volgebouwd begon men in de 21e eeuw aan de oostzijde uit te breiden.
Eerst werd Rijksweg 32, die een snelweg met vier rijstroken werd, tot 300 meter naar het oosten verlegd. Daarna begon men met de bouw van de nieuwe woonwijk Skoatterwâld. Heerenveen is nu ongeveer drie kilometer breed en heeft de vorm van een ovaal. Dit heeft tot gevolg gehad dat Heerenveen met de buurtdorpen (Oudeschoot, Nieuweschoot, Oranjewoud, Nijehaske, De Knipe en Terband) is samengegroeid. Ten oosten van Heerenveen ligt het bosrijke Parkgebied Oranjewoud.
Van 1965 tot 2003 behoorde het dorp Oudeschoot tot de plaats Heerenveen. Gedurende deze periode werd het aangeduid met Heerenveen-Zuid. Heerenveen is qua aantal inwoners de vierde plaats van Friesland maar behoort niet tot de Friese elf steden.

## Geografie

### Woonwijken
| #  | Wijk                | Postcode | Bouw                       | Inwoners | Buurten/bijzonderheden                              |
| -- | ------------------- | -------- | -------------------------- | -------- | --------------------------------------------------- |
| 1  | Noord               | 8441     | 20e eeuw                   | 3600     | Bloemenbuurt. Ziekenhuis Tjongerschans              |
| 2  | Centrum             | 8442     | 16e eeuw                   | 2700     | Winkels. Vlinderbuurt                               |
| 3  | Lege Midden         | 8442     | 20e eeuw                   | 3500     |                                                     |
| 4  | Akkers              | 8443     | jaren zestig               | 2000     | Straatnamen: Waddeneilanden, gebieden               |
| 5  | Ten Woude           | 8443     | 20e eeuw                   | 1100     |                                                     |
| 6  | De Greiden          | 8446     | jaren zeventig             | 7800     | Vogel-, water-, boten-, kruidenbuurt. Winkelcentrum |
| 7a | De Heide            | 8445     | jaren tachtig              | 1500     |                                                     |
| 7b | Heidemeer           | 8445     | jaren negentig             | 1425     | Golfbaan door (bebouwd) parklandschap               |
| 8  | Nijehaske           | 8447     | jaren 80 en jaren negentig | 3500     |                                                     |
| 9  | Skoatterwâld        | 8448     | 21e eeuw                   | 2000     | Heerenwoud, Zwanenwoud                              |
| 10 | Het Meer            | 8448     |                            | 800      |                                                     |
| 11 | Leeuwarderstraatweg | 8441     |                            | 150      |                                                     |

Toelichting:

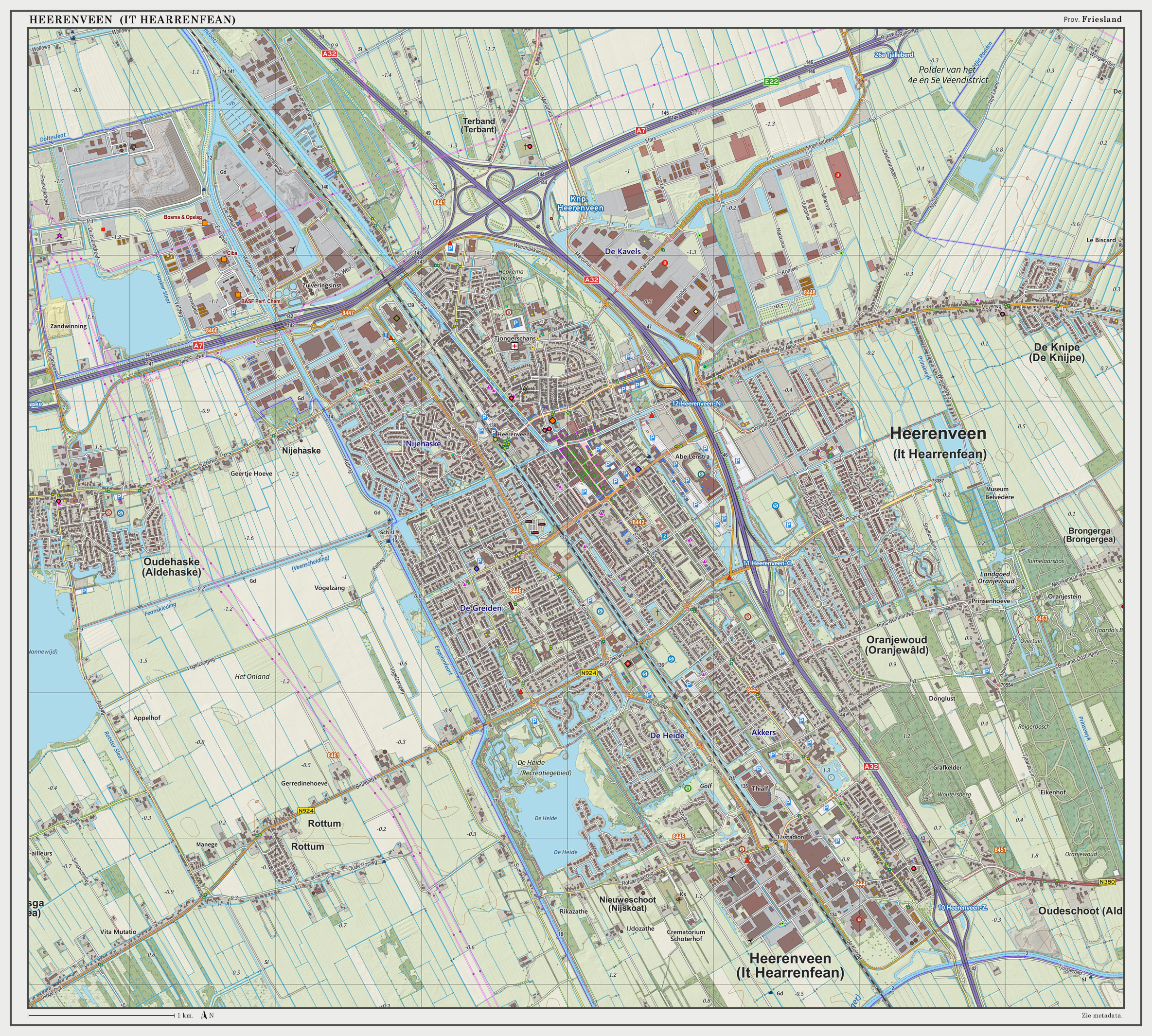
Topografische kaart van Heerenveen, sept. 2014

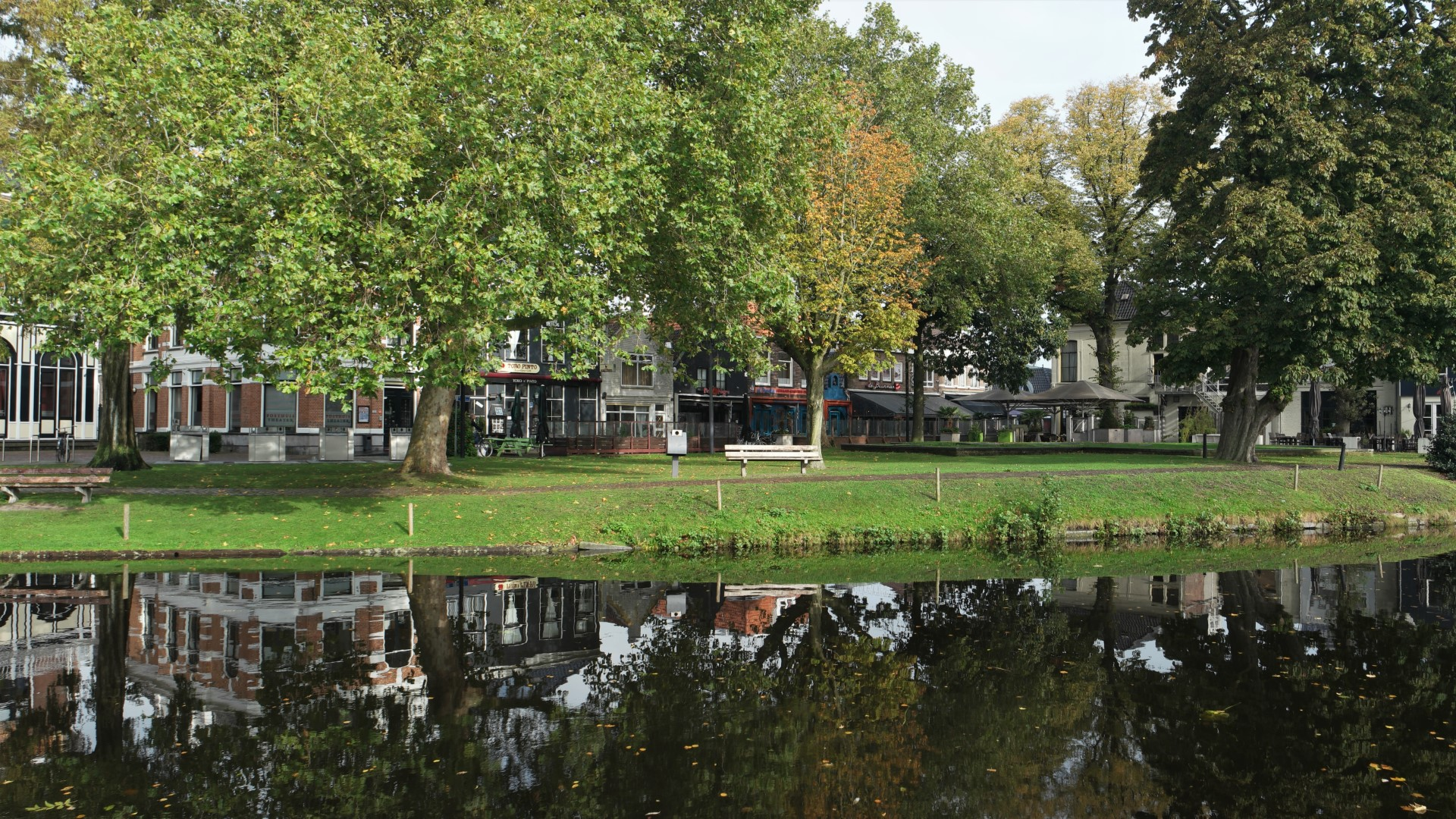
Amelius van Oenemapark

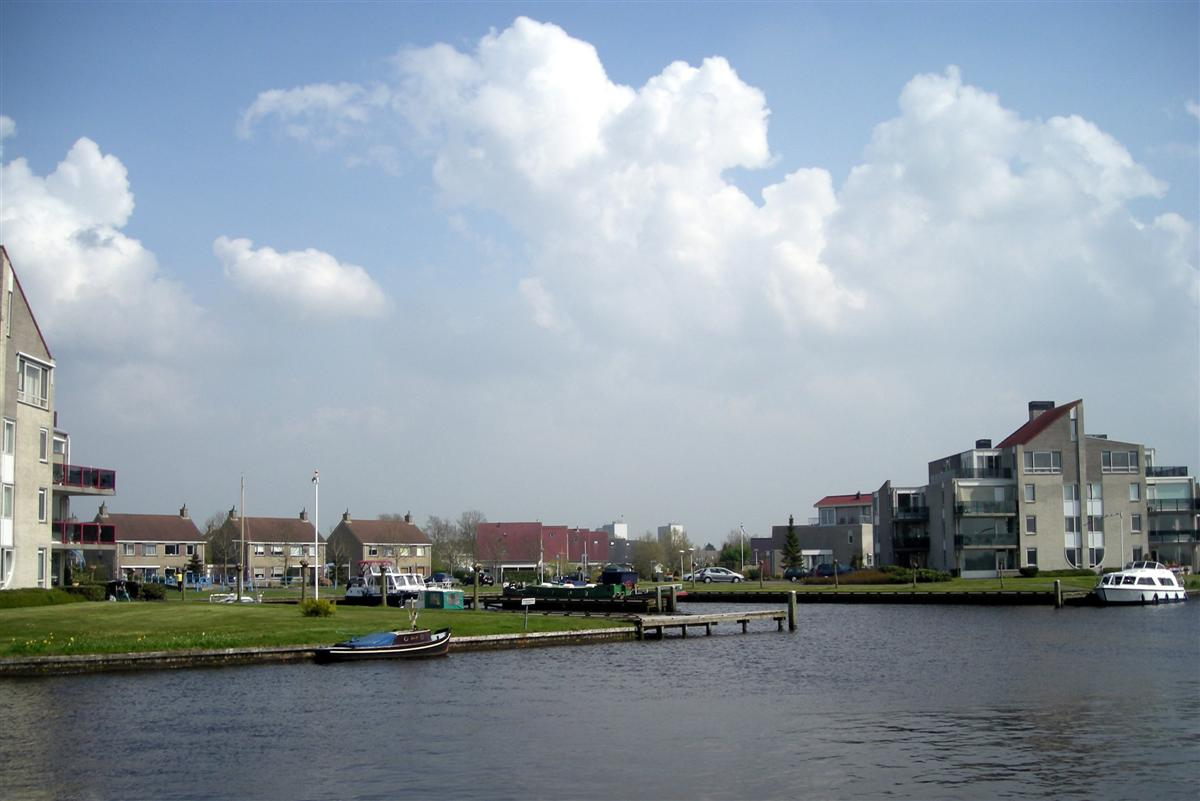
Nijehaske Nieuwe Heerenveense Kanaal

- Aantal inwoners gebaseerd op gegevens CBS
- Ten Woude is voor een deel een nieuwe wijk ontstaan na de sloop van het openluchtzwembad en de verplaatsing van de korfbalsportvelden en het tuincentrum.
- Het gebied bestaande uit het Centrum en Sportstad Heerenveen wordt aangeduid met "Centrum-Breed".
- Toekomstige wijk: Heerenveen-West. Volgens plannen (januari 2008) krijgt gemeente Heerenveen 200 hectare grond van buurgemeente Skarsterlân toegewezen. Dit stuk grond ten westen van de plaats Heerenveen wordt vanaf 2015 volgebouwd met 2000 woningen.

### Winkelgebied
Het winkelgebied is sinds april 2007 af te sluiten door middel van een automatisch afsluitsysteem (laad- en lostijd tussen 05:00 uur en 12:00 uur). In het centrum is er sinds 1999 betaald parkeren.
- Winkelstraten: Dracht, Sieversstraat, Lindegracht, Pleinweg, Minckelersstraat, Vleesmarkt.
- Parkeerterreinen (aantal parkeerplaatsen): P1 Molenplein (160), P2 Burgemeester Kuperusplein (280), P3 Gashoudersplein (180), P4 Ernst van Harenplein (80).
- De ondergrondse parkeergarage Geerts Willigen, twee verdiepingen en 325 parkeerplaatsen, werd op 13 maart 2007 officieel geopend.
- Pinksterkermis: P6 (naast het sc Heerenveenstadion).
- Markt op zaterdag: Sieversstraat en Gemeenteplein. Dit is het enige plein dat geen parkeerterrein is.

## Architectuur

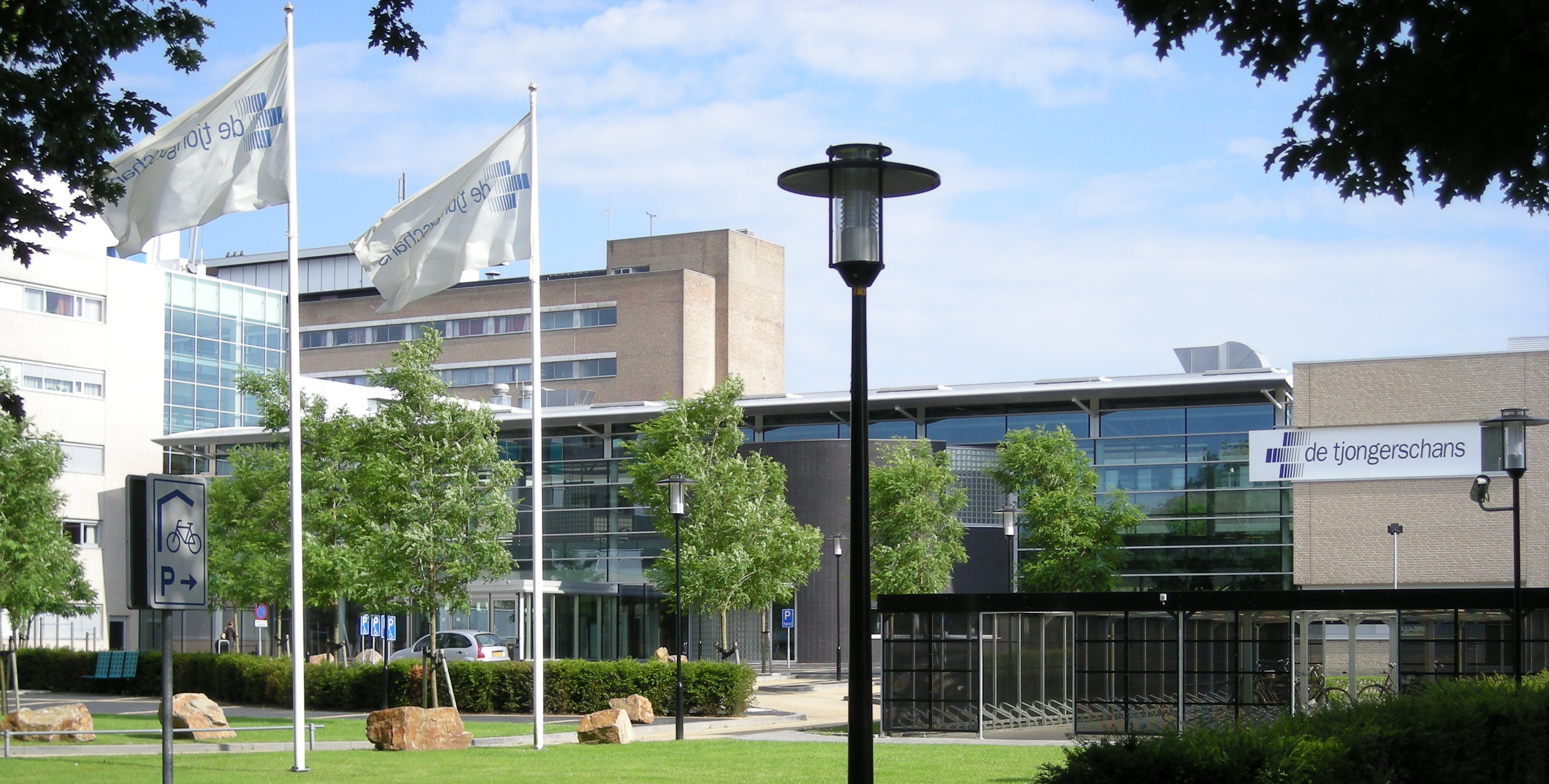
Ziekenhuis Tjongerschans

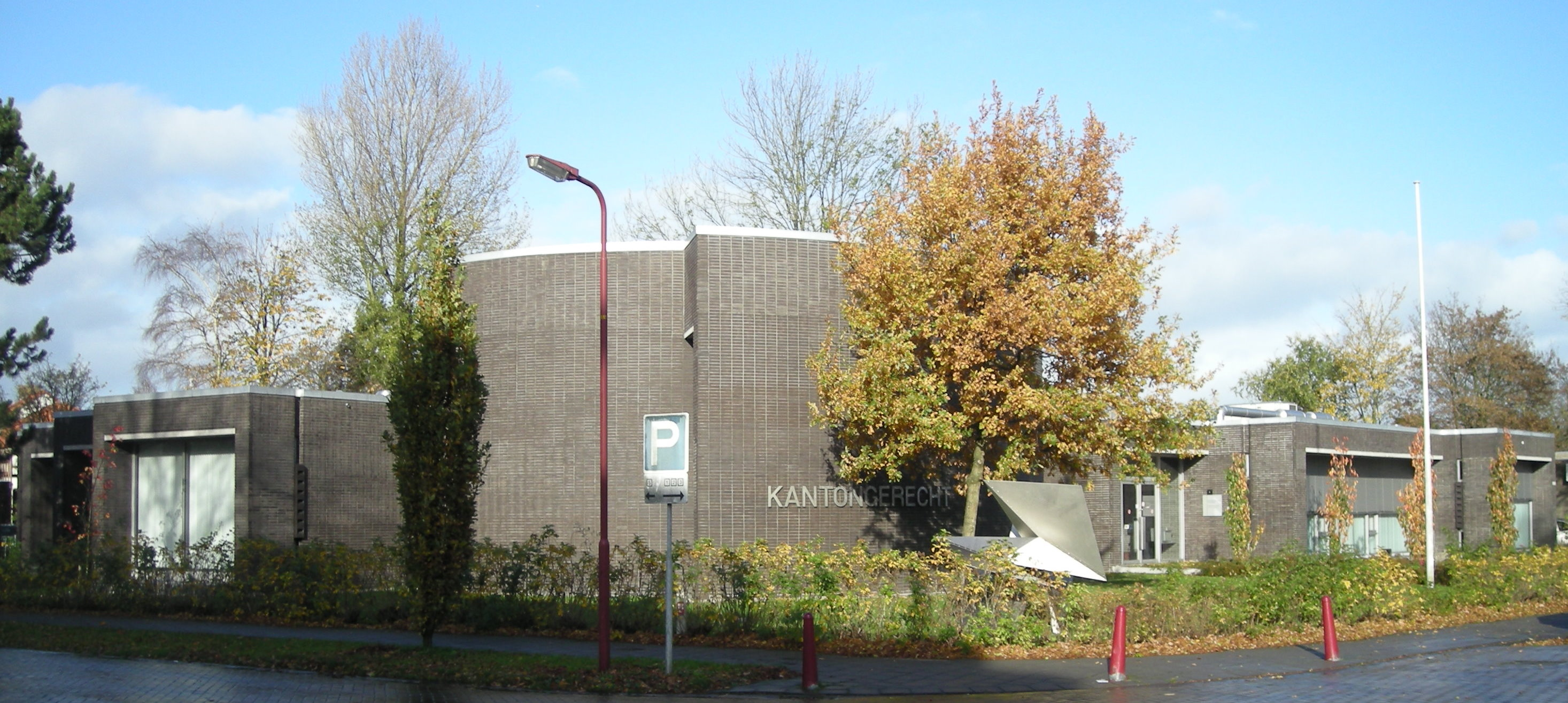
Voormalig Kantongerecht Heerenveen

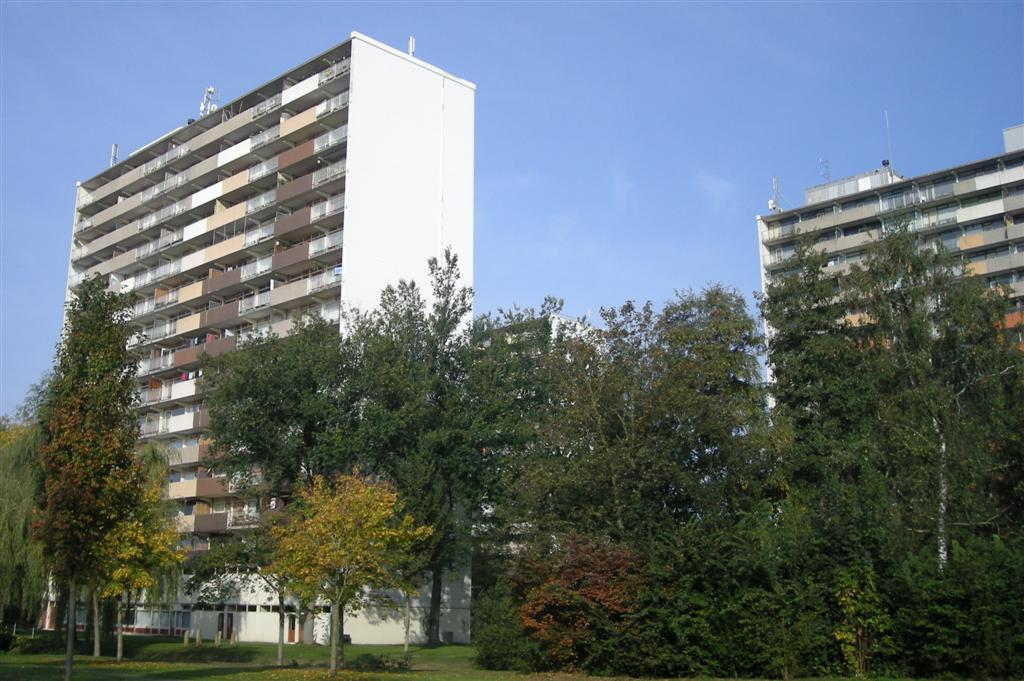
Muntflats in woonwijk De Greiden

### Gebouwen met een regionale of gemeentelijke functie
- Tjongerschans, ziekenhuis (gezondheidszorg) aan de Thialfweg.
- Kantongerecht Heerenveen, voormalig kantongerecht aan de Thorbeckestraat.
- Gemeentehuis aan de Crackstraat. In 2007 vond er een verbouwing plaats.

### Rijksmonumenten en bezienswaardigheden
Heerenveen heeft 32 rijksmonumenten en 187 gemeentelijke monumenten. Er staan twee stinsen: Crackstate behoort tot het gemeentehuis van Heerenveen en Oenemastate, voormalig gemeentehuis van Schoterland en Heerenveen, is nu een café. Heerenveen telt nog één molen.

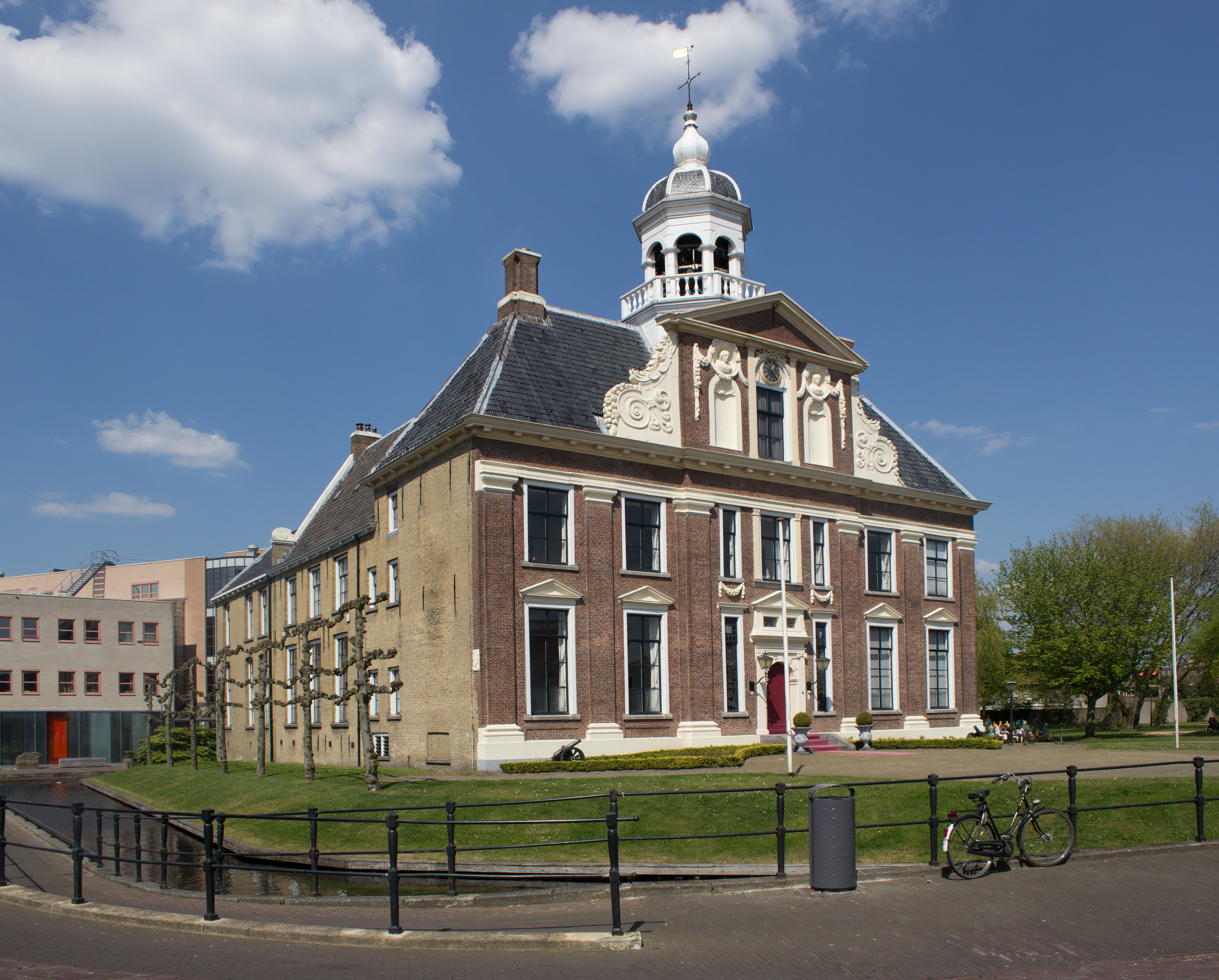
Crackstate
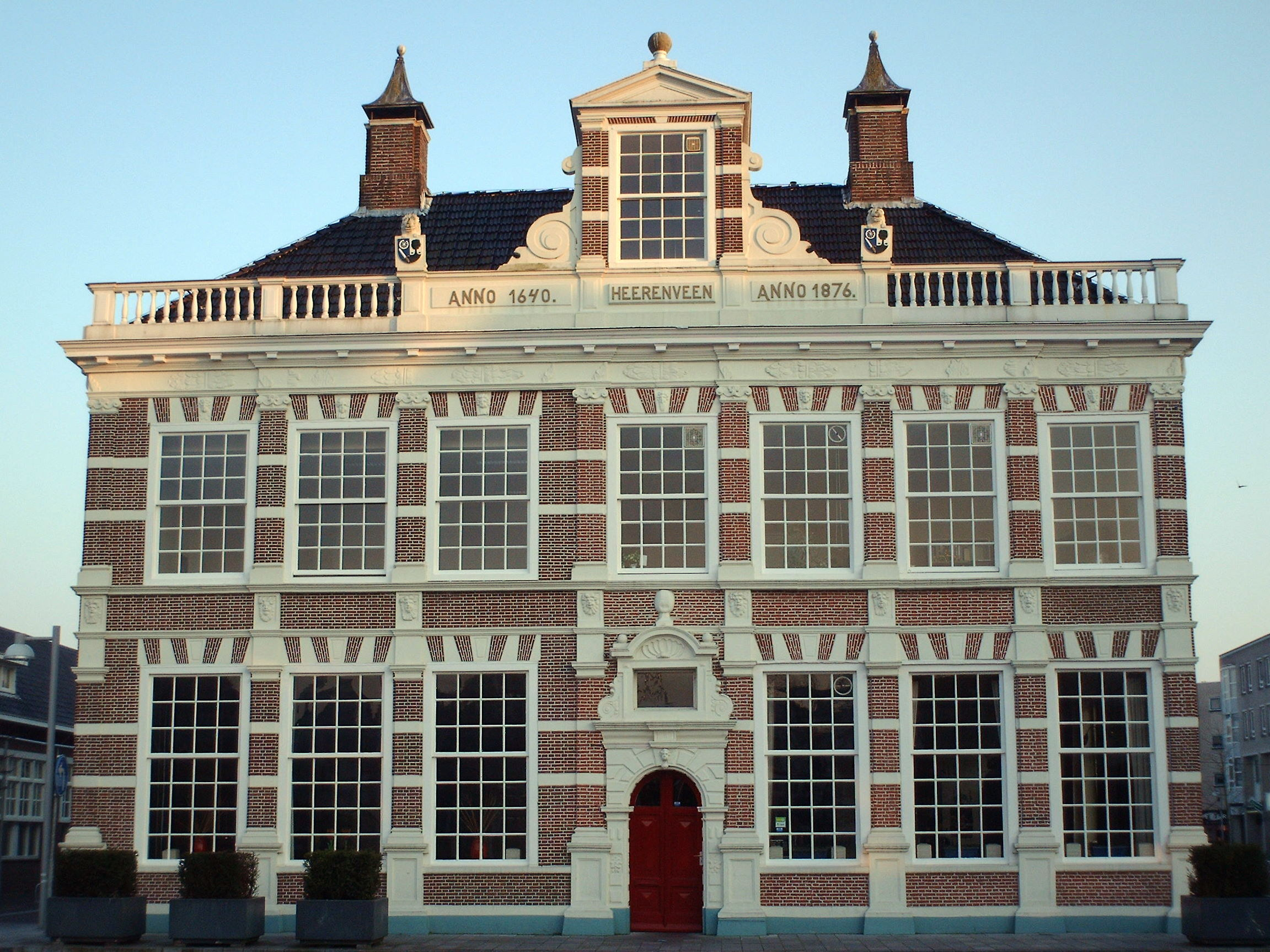
Oenemastate
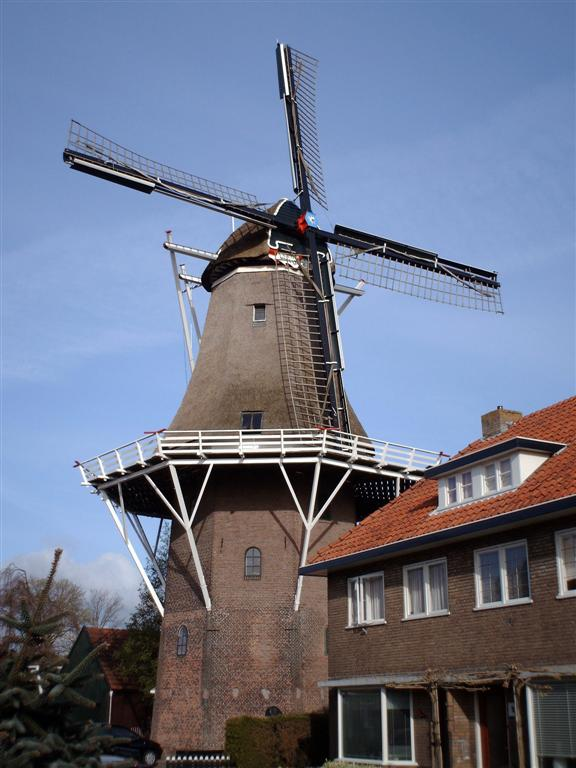
Molen Welgelegen

### Hoogbouw
De hoogste gebouwen in Heerenveen zijn de drie Muntflats: Lânsicht, Romsicht en Heechsicht. De bouwwerken zijn 15 verdiepingen hoog en begin jaren zeventig gebouwd (zie ook panorama van Heerenveen onderaan deze pagina).

### Gesloopte bouwwerken
- Vervangen door nieuwbouw: Stationsgebouw uit 1868, postkantoor, R.K. Kerk naast Oenemastate uit 1841.
- Gesloopt, maar niet vervangen: De Schoterlandse Kruiskerk in 1969, de watertoren in 1982, de Schouwburg waar een nieuw gemeentehuis kwam en het openlucht zwembad.

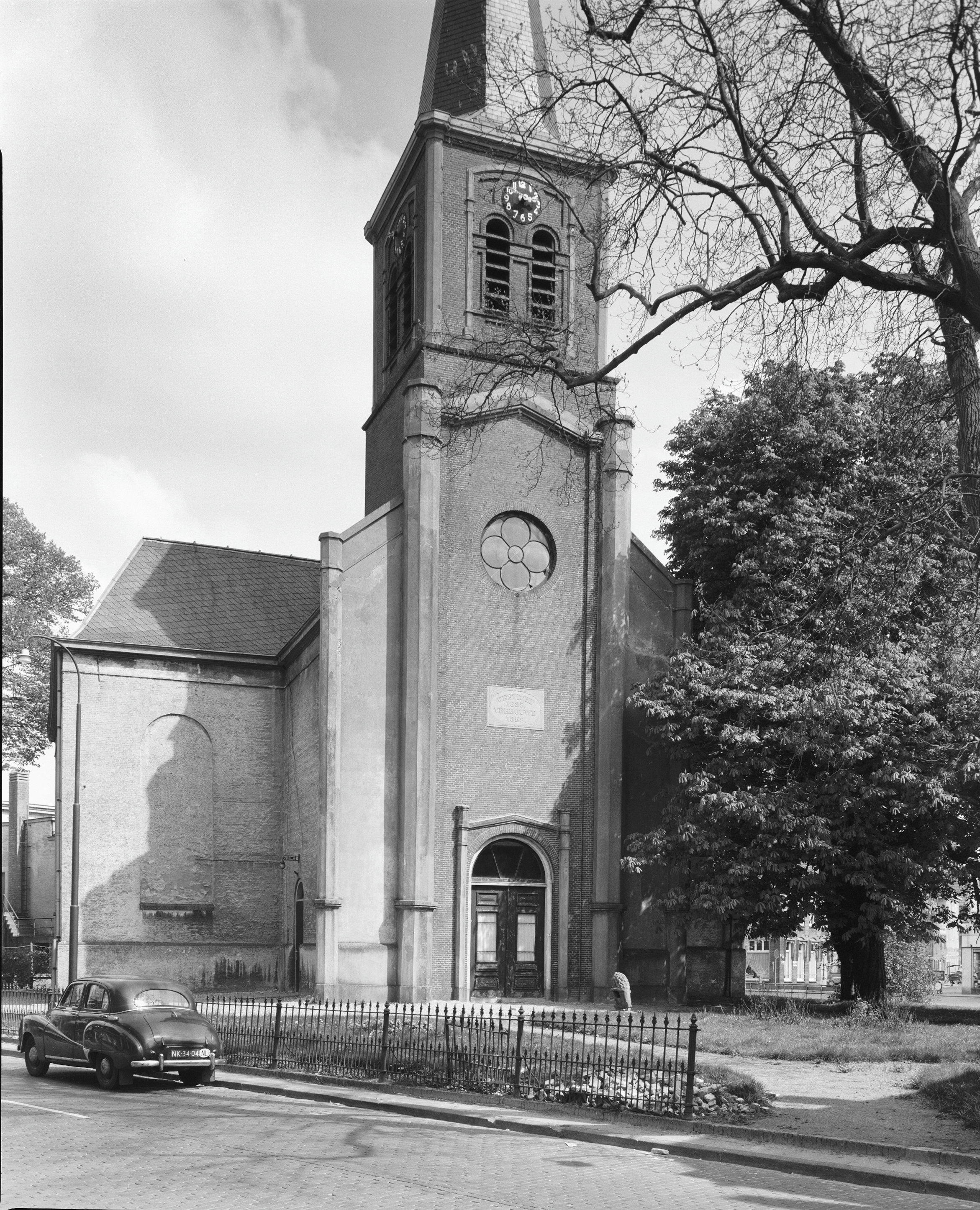
Schoterlandse Kruiskerk
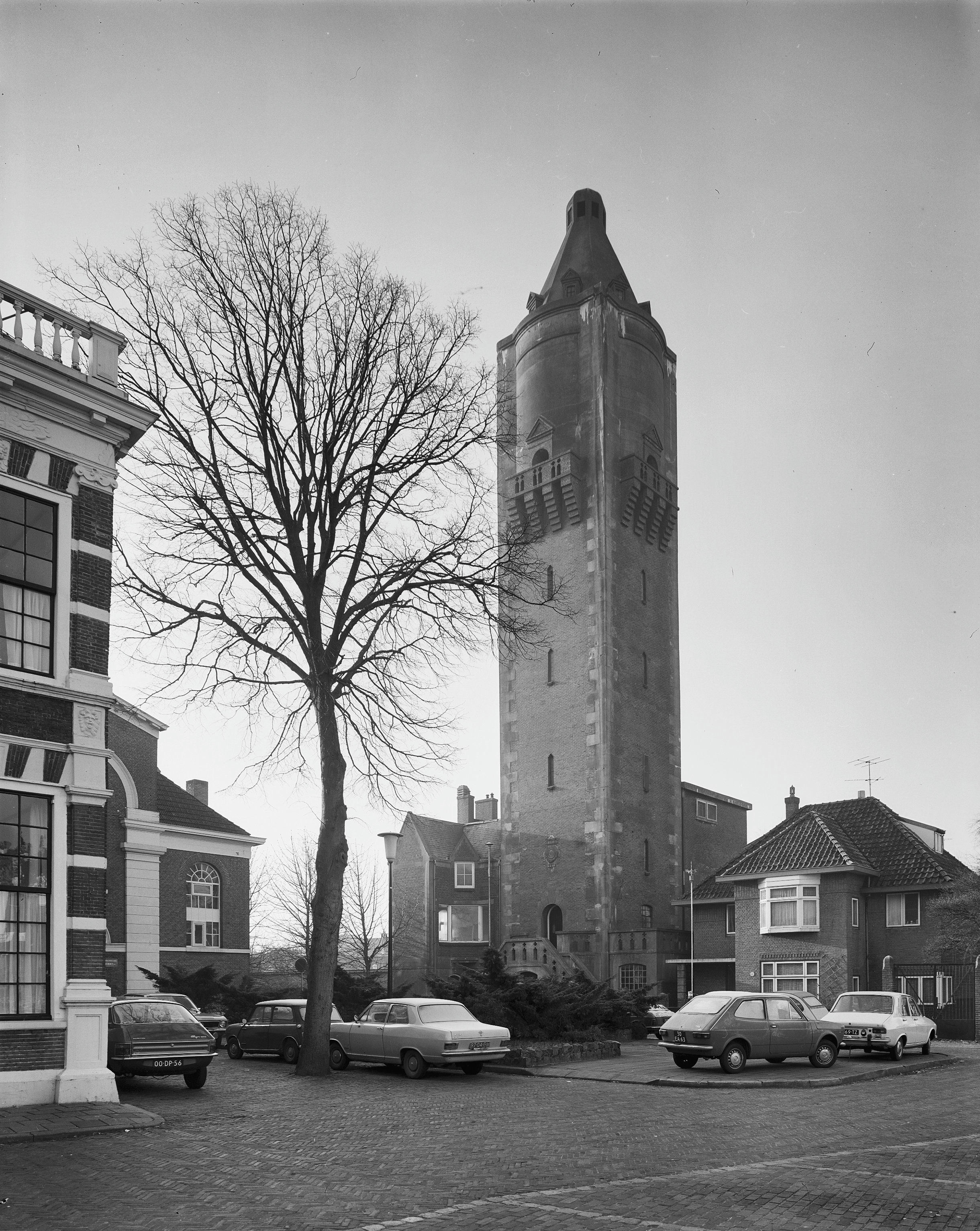
De watertoren in 1975

## Sport
Met Heerenveen Sportstad wordt bedoeld dat Heerenveen bekendstaat als een plaats die op sportgebied veel te bieden heeft. Er is ook de aanduiding Sportstad Heerenveen, dat gebruikt wordt voor de locatie rondom het voetbalstadion.

### Sportstad Heerenveen
- Sportstad Heerenveen. Multifunctioneel centrum. Sporthal, zwembad en school.
  - Abe Lenstra Stadion, het voetbalstadion waarin sc Heerenveen voetbalt.

Na de ingebruikname van Sportstad Heerenveen werd sporthal De Kamp (in woonwijk De Greiden) en sportcomplex De Telle gesloopt.

### Sportcomplexen
- Thialf, een ijsstadion voor het schaatsen. Het stadion bevat onder andere de snelste laaglandbaan ter wereld in langebaandschaatsen, en er worden regelmatig wereldkampioenschappen gehouden. De hal wordt tevens gebruikt voor andere evenementen.
  - IJshockeyhal: Heerenveen Flyers (ijshockey), Shorttrack Club Thialf (SCT) (shorttrack), Kunstschaatsen (KCH en KCT), curling (Curling Club Friesland)
- Sportcomplex De Akkers: Heerenveense Boys (voetbal)
- Sportcomplex De Greiden: VV Nieuweschoot, Cruyff Court It Feanfjild, AV Heerenveen (atletiek)
- Sportcomplex De Heide: KV Heerenveen (korfbal), Quick Stick (hockey)
- Sportpark Skoatterwâld: vv Heerenveen, sc Heerenveen (jeugdwedstrijden, damesteam en trainingscomplex)
- Golfbaan Heidemeer, golf met Golfclub Heidemeer.
- Tennis: Tennispark Oranjewoud, Tennispark Ten Woude, Tennis- en Squashhal
- Bowling partyhouse
- Feanster Rugby Club, rugby

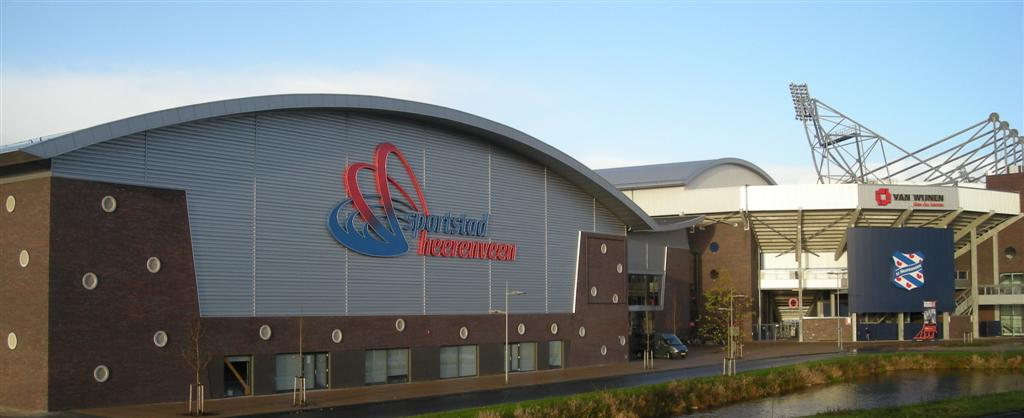
Sportstad Heerenveen
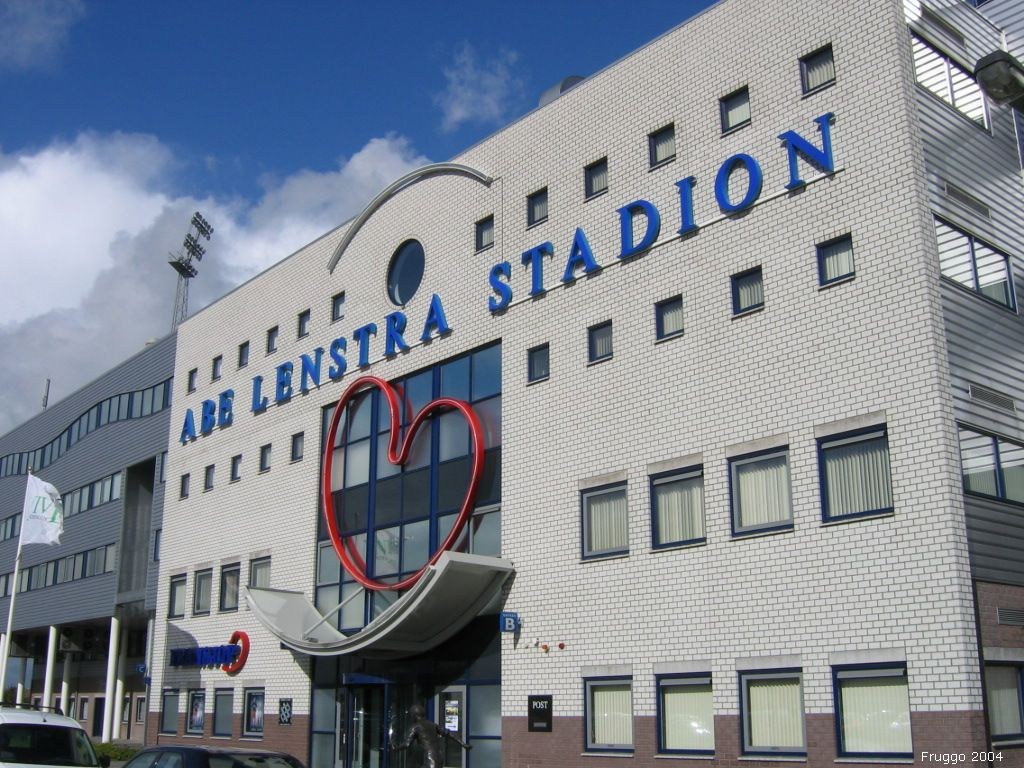
Abe Lenstra Stadion
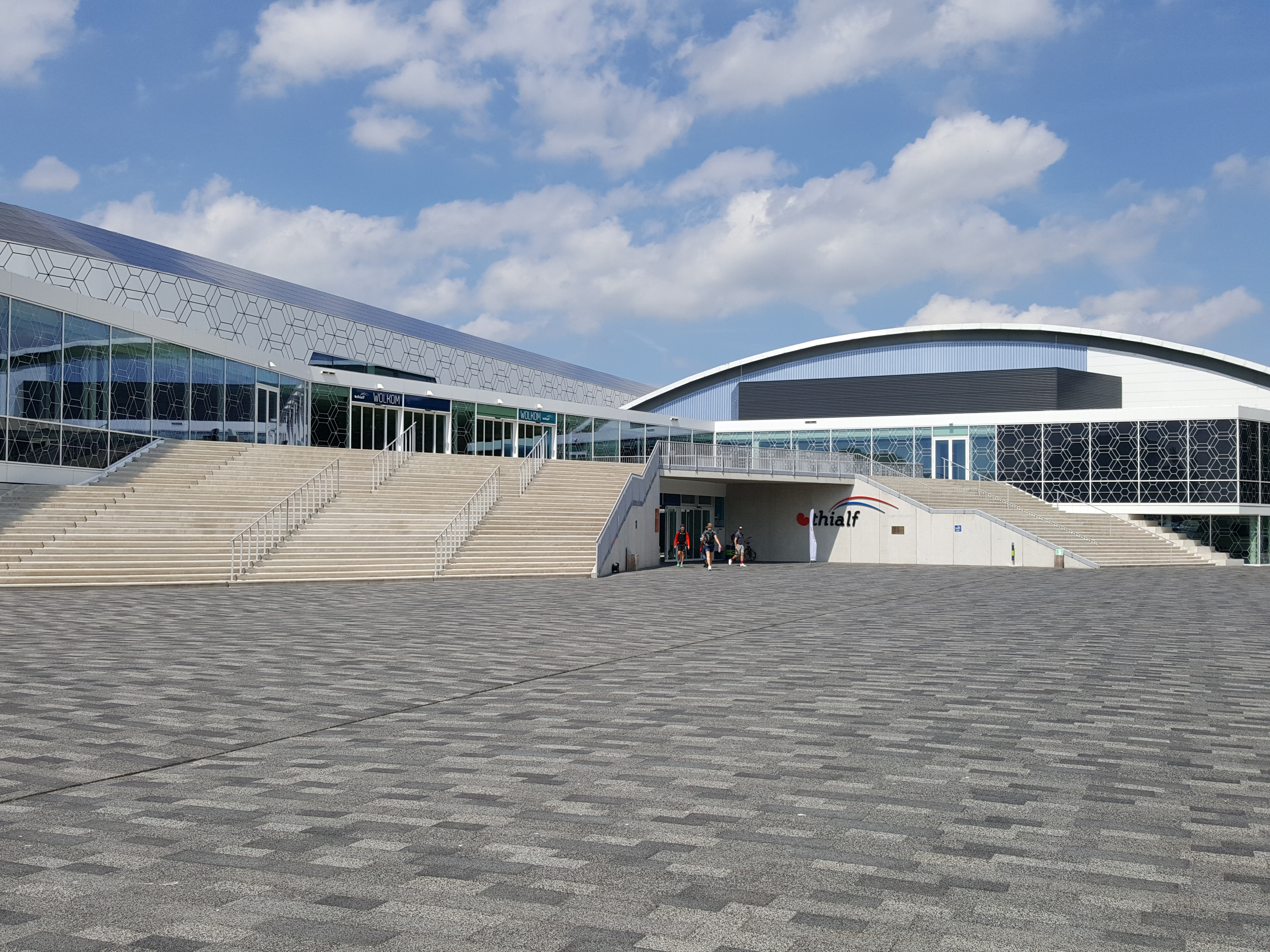
Thialf

### Recreatie

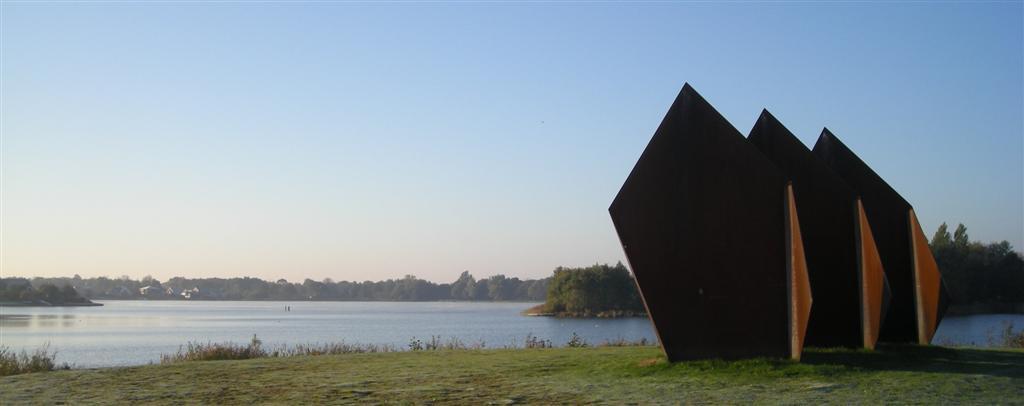
Recreatiegebied De Heide

- Het Oranjewoud: Beschermd dorpsgebied met bossen en het park De Overtuin.
- Recreatiegebied De Heide: zwemmen, vissen, beachvolleybal.
- Amelius van Oenemapark, een parkje in het centrum

### Skûtsjesilen
- Skûtsjesilen. Met het skûtsje Gerben van Manen is Heerenveen recordkampioen met zeventien SKS-kampioenschappen.

## Verkeer en vervoer

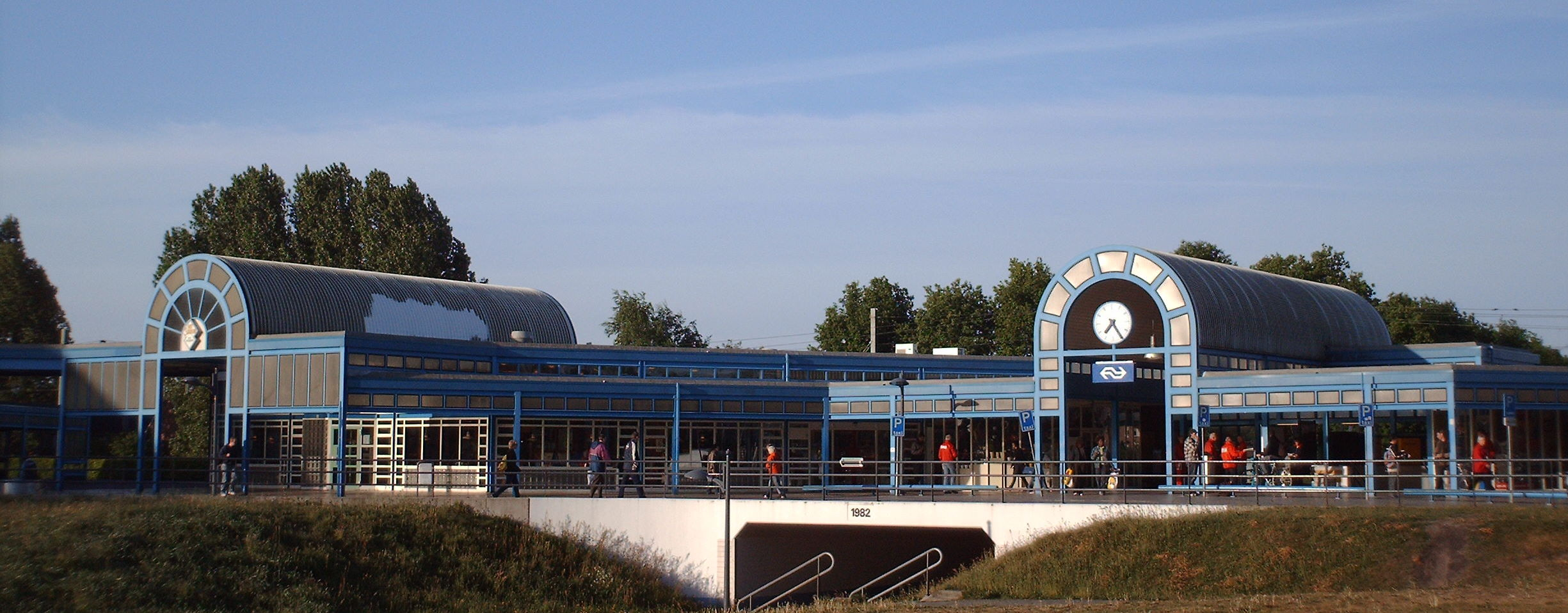
Station Heerenveen (trein en bus)

### Auto
- Knooppunt Heerenveen, een klaverblad van de autosnelwegen  (Zaandam-Bad Nieuweschans) en  (Meppel-Leeuwarden).
- Provinciale wegen:   (Schoterlandse weg) en   (Rottumerweg).

### Trein
Station Heerenveen is gelegen aan de spoorlijn Leeuwarden – Zwolle en maakt onderdeel uit van het hoofdrailnet. De treinverbindingen vanaf dit station worden verzorgd door de Nederlandse Spoorwegen met vier treinen per richting, per uur, bestaande uit twee sprinters en twee intercity's. Op Halte Heerenveen IJsstadion stoppen geen treinen.

### Bus
Het busstation van Heerenveen bevindt zich nabij station Heerenveen. Sinds 15 december 2024 verzorgt Qbuzz alle lijnbusverbindingen. 

### Scheepvaart
- Heeresloot, Nieuwe Heerenveense Kanaal, Engelenvaart (alleen pleziervaart). Bij het bedrijventerrein Kanaal ligt aan het Nieuwe Heerenveense Kanaal de jachthaven De Welle.

### Fiets
| LF-route | Naam          | Lengte | Plaatsen                                                          |
| -------- | ------------- | ------ | ----------------------------------------------------------------- |
| LF3      | Rietlandroute | 145 km | Kampen • Heerenveen • Leeuwarden • Holwerd • veerboot • Ameland   |
| LF20     | Flevoroute    | 250 km | Haarlem • Amsterdam • Flevoland • Lemmer • Heerenveen • Groningen |

- Jabikspaad. Een fietsroute en een wandelroute die loopt van Sint Jacobiparochie via Heerenveen naar Hasselt.

## Onderwijs

### Basisonderwijs
- Openbaar: Ekke de Haan, Het Vogelnest, De Optimist, Route 0513, Van Maasdijkschool, Het Slingertouw.
- Christelijk: Spring!, De Burcht, De Hoeksteen, Het Kompas, De Roerganger, Futura.
- Katholiek: Kindcentrum Sint Jozef (daltononderwijs).

### Voortgezet- en Beroepsonderwijs
- AOC Friesland. vmbo-groen & mbo PAS-groen. Diverse locaties. Heerenveen: Domela Nieuwenhuisweg 3.
- Bornego College. Christelijke school voor vmbo, havo en vwo (zowel atheneum als gymnasium). Op diverse locaties.
- Friesland College. mbo-opleidingen, waaronder het CIOS. Op diverse locaties.
- OSG Sevenwolden. School voor vmbo, havo en vwo (zowel atheneum als gymnasium). Op diverse locaties.
- Scholengemeenschap voor Beroepsvoorbereidend Onderwijs Heerenveen (VMBO).

### Speciaal onderwijs
- Meester Duisterhoutschool (speciaal onderwijs).

## Kunst en Cultuur

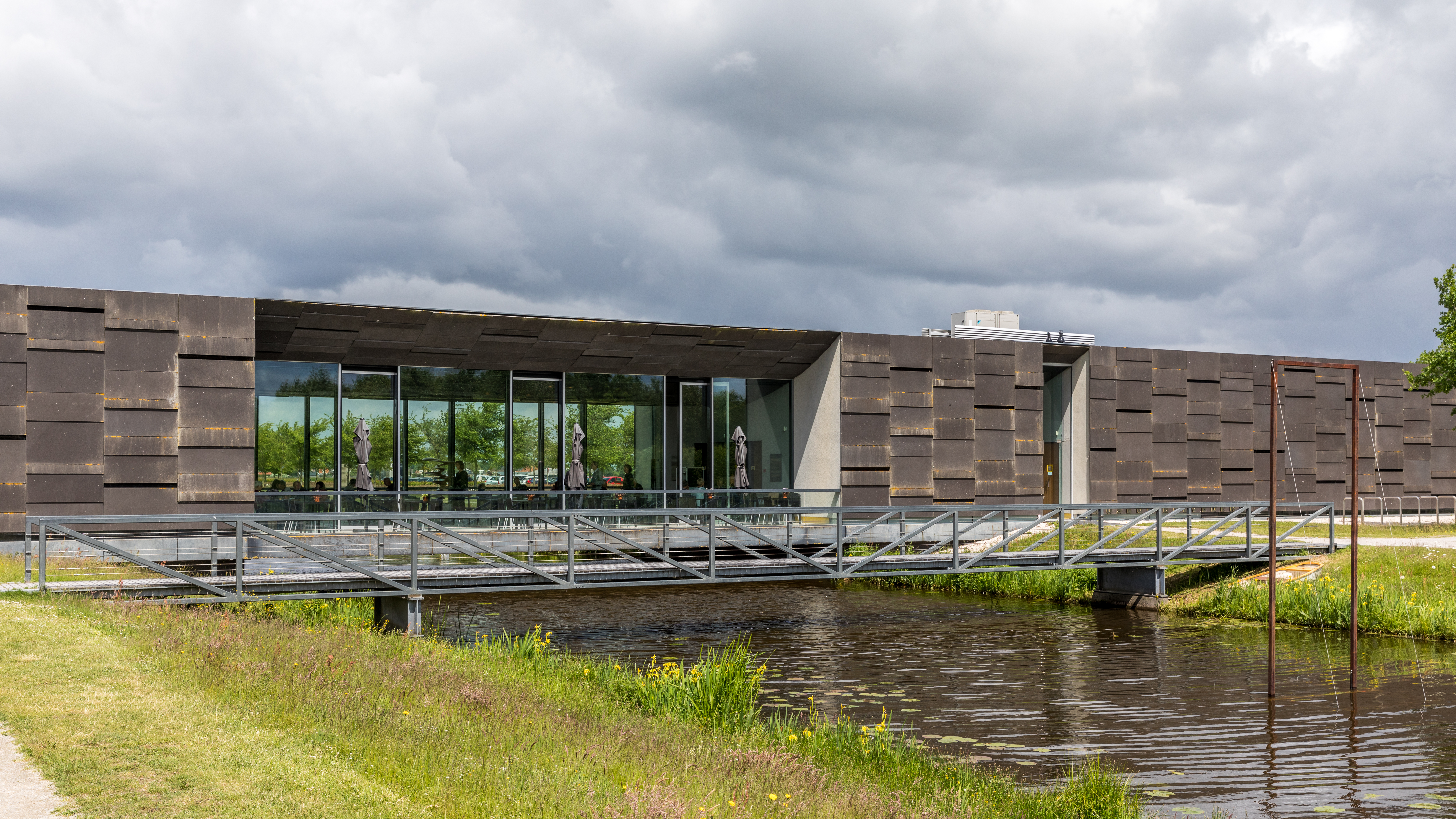
Museum Belvédère

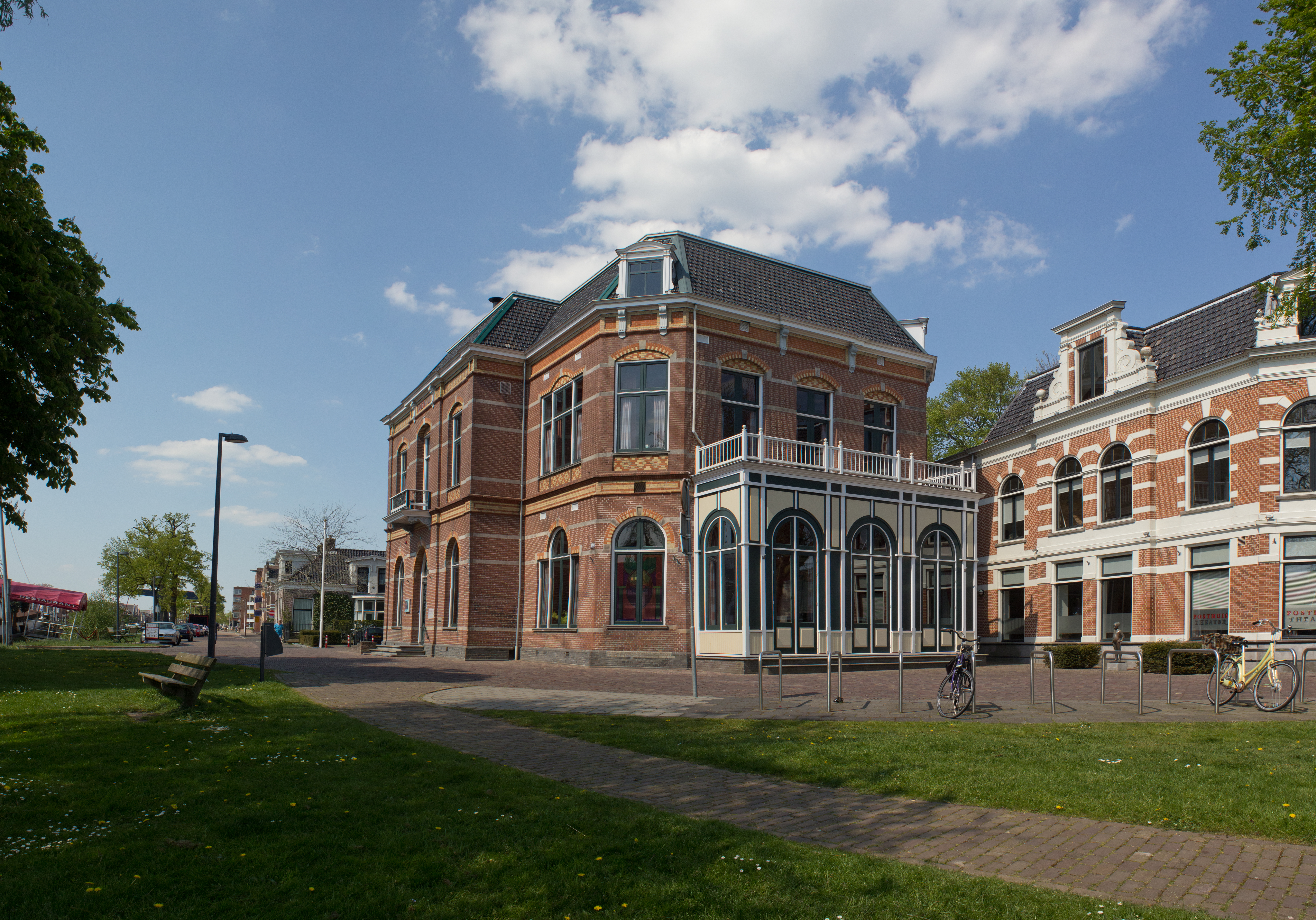
Posthuis Theater

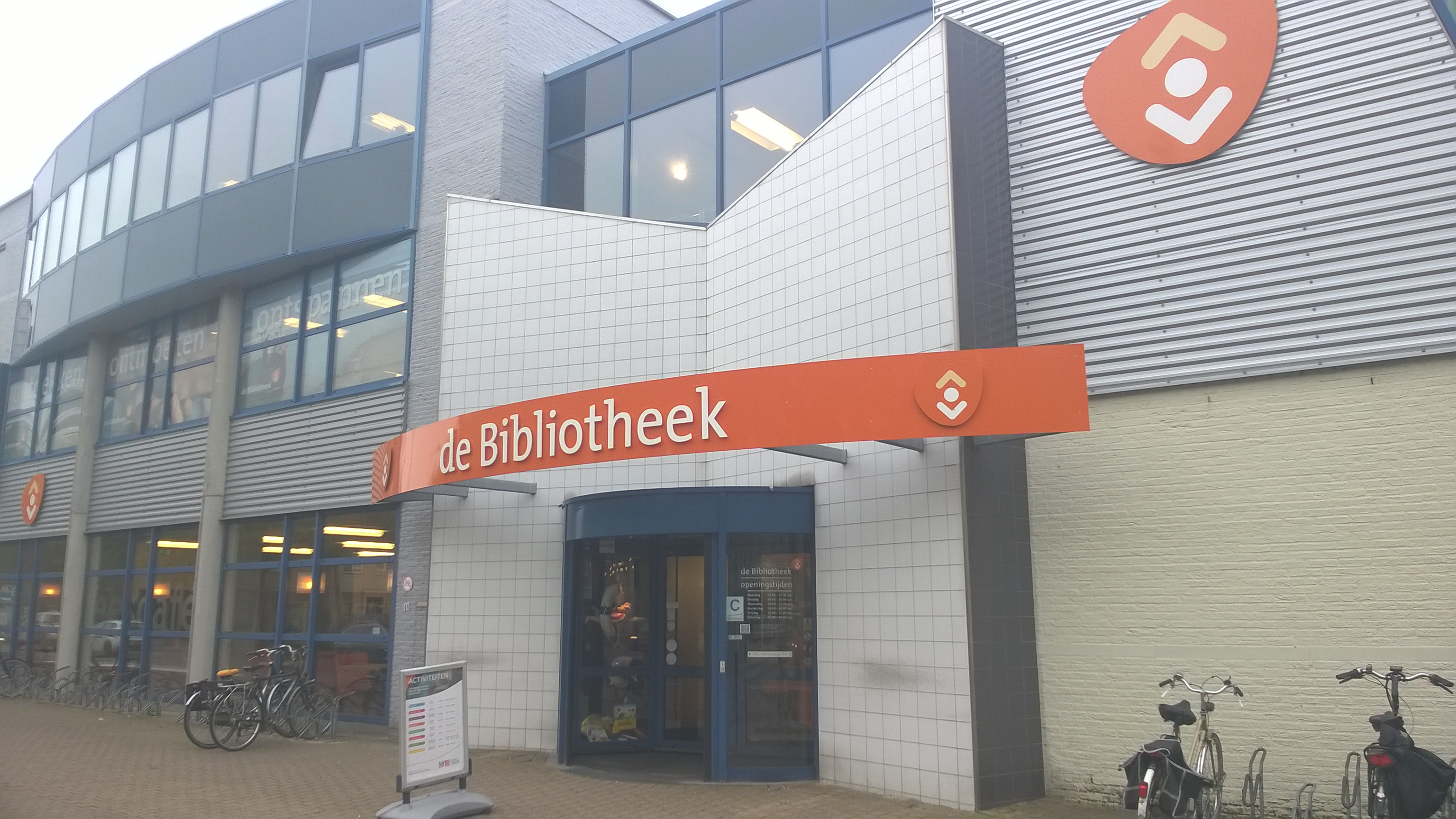
De Bibliotheek

### Musea
- Museum Belvédère. Museum voor moderne en hedendaagse kunst.
- Museum Heerenveen (met Ferdinand Domela Nieuwenhuis collectie). Een cultuurhistorisch museum.

### Bibliotheek, theater, film en muziek
- Openbare Bibliotheek, Burgemeester Kuperusplein 48.
- Posthuis Theater, Achter de Kerk 2.
- De Rinkelbom, muziekcentrum in wijk De Greiden. (Samen met CVKa7 organisatie)
- Bios Heerenveen, bioscoop, Burgemeester Kuperusplein 52.
- Centrum voor kunsten a7, Minckelersstraat 11 H'veen (Samen met Rinkelbom organisatie)

### Media
In de gemeente Heerenveen verschijnt wekelijks het huis-aan-huisblad de Heerenveense Courant. Daarnaast zetelt de redactie van het magazine Friesland Post in Heerenveen. Tot 2013 verscheen tevens het huis-aan-huisblad De Koerier; het kantoor van deze krant was tot 2009 gevestigd aan de Herenwal in Heerenveen en dit was bovendien een regiokantoor van de Leeuwarder Courant.

### Gedenktekens en beelden

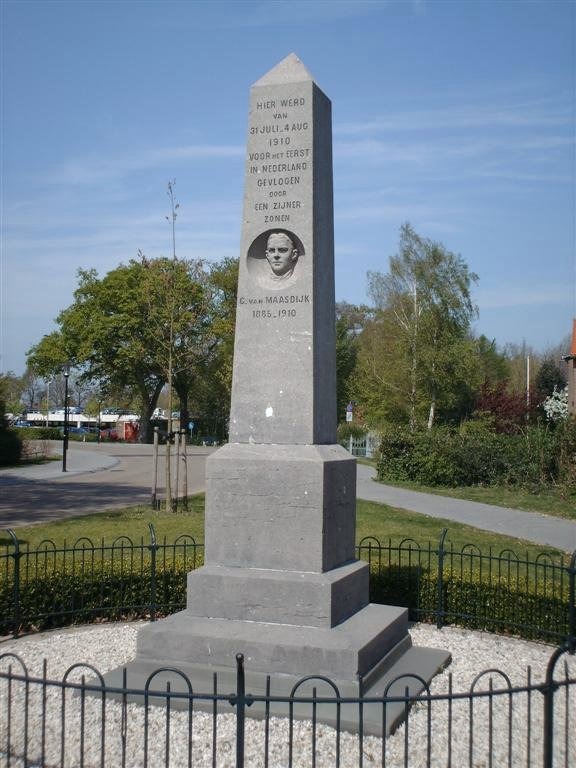
Clément van Maasdijk
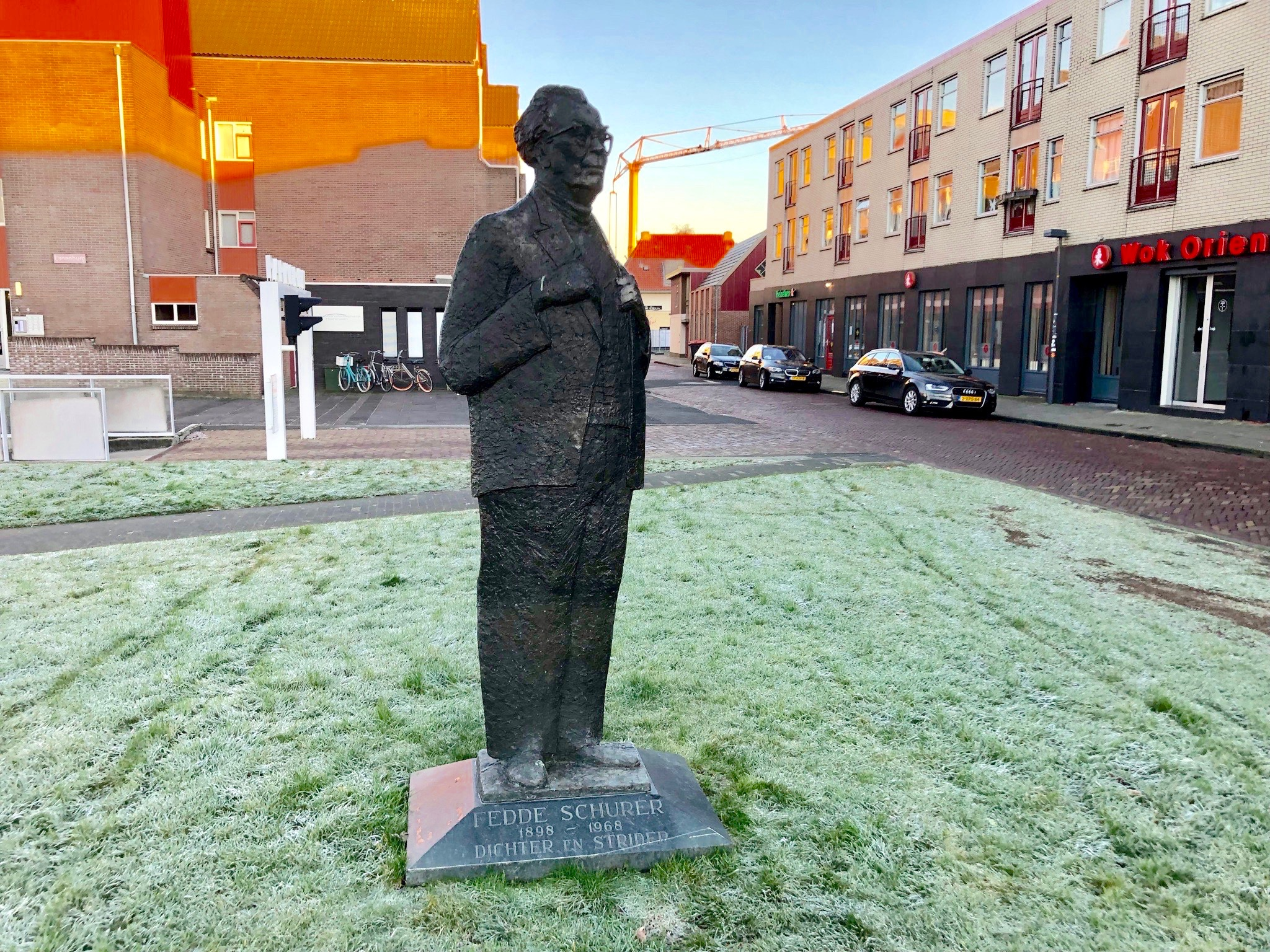
Fedde Schurer
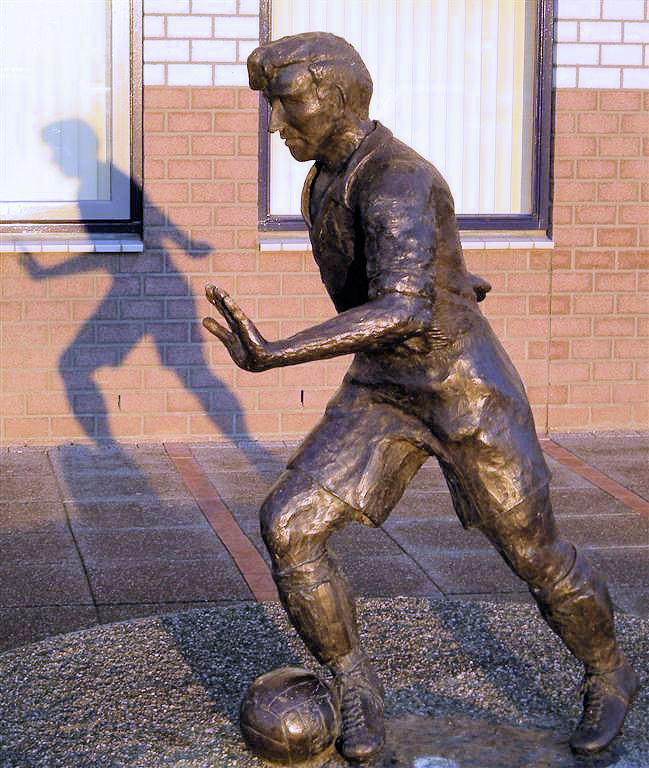
Abe Lenstra
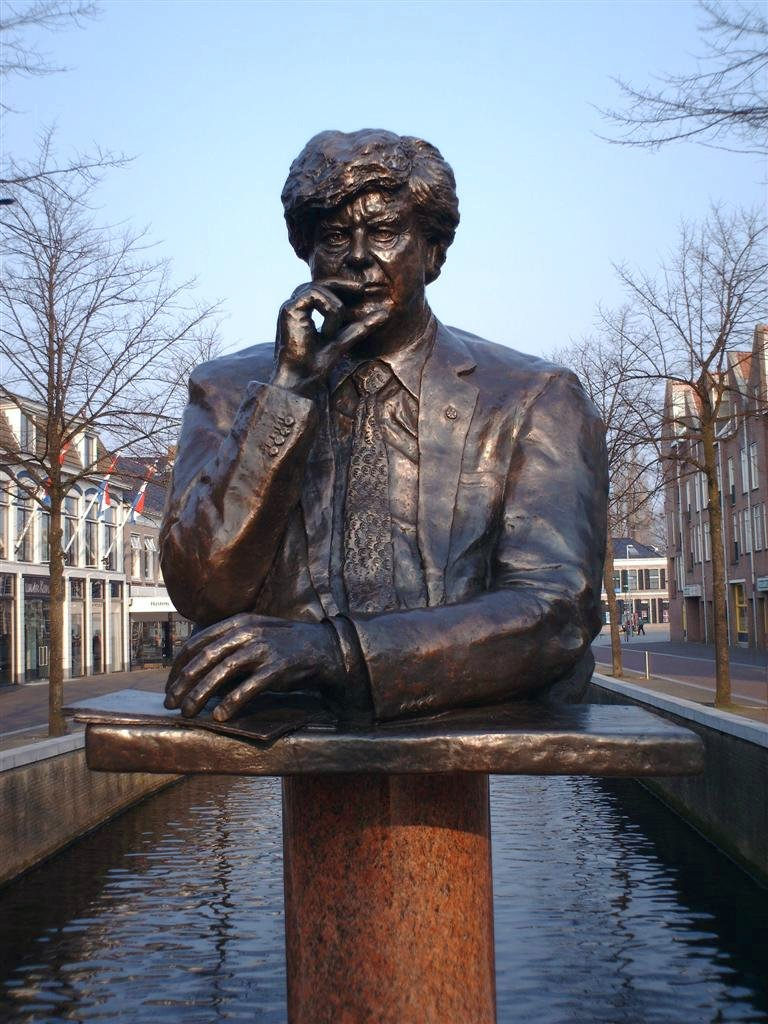
Wim Duisenberg
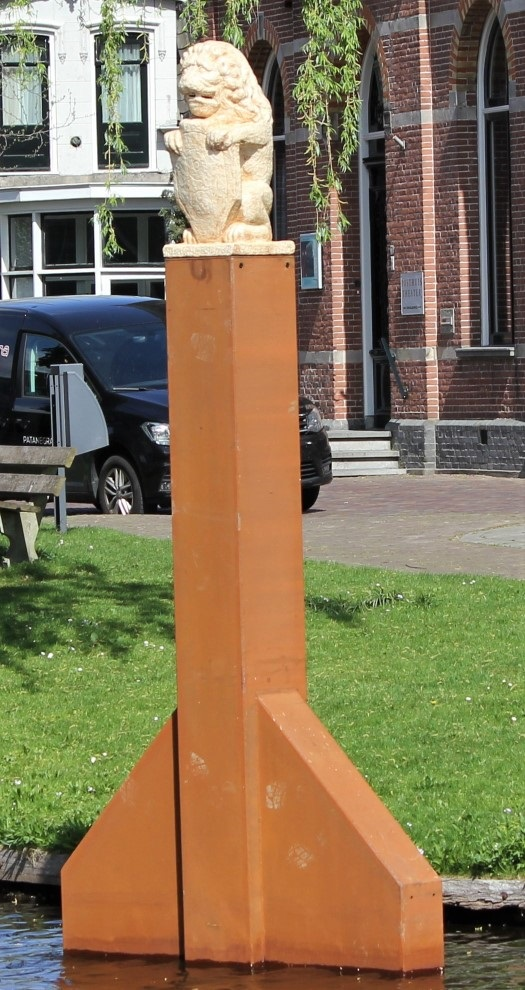
Grensleeuw

- Indië-monument bij plantsoen Gashoudersplein.
- Oorlogsmonument Heerenveen aan de Van Maasdijkstraat.
- Walk of Fean, beeldenroute

## Religie en levensbeschouwing

### Kerken

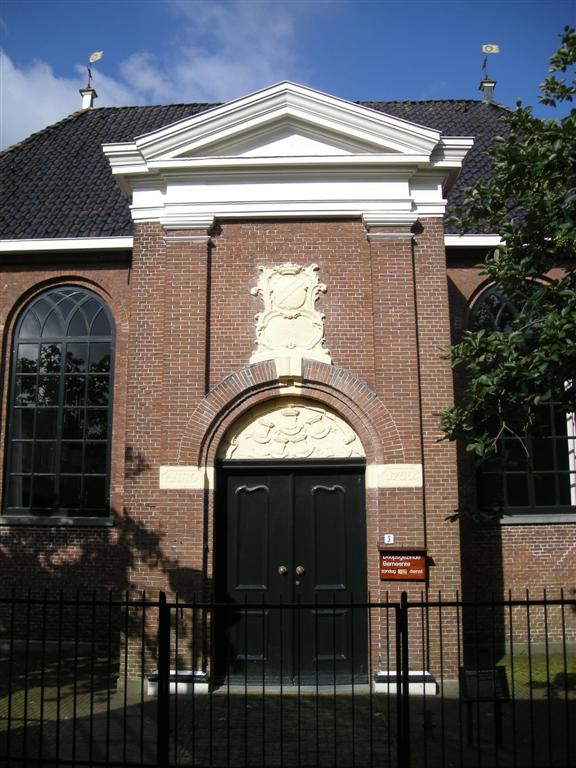
Doopsgezinde Kerk
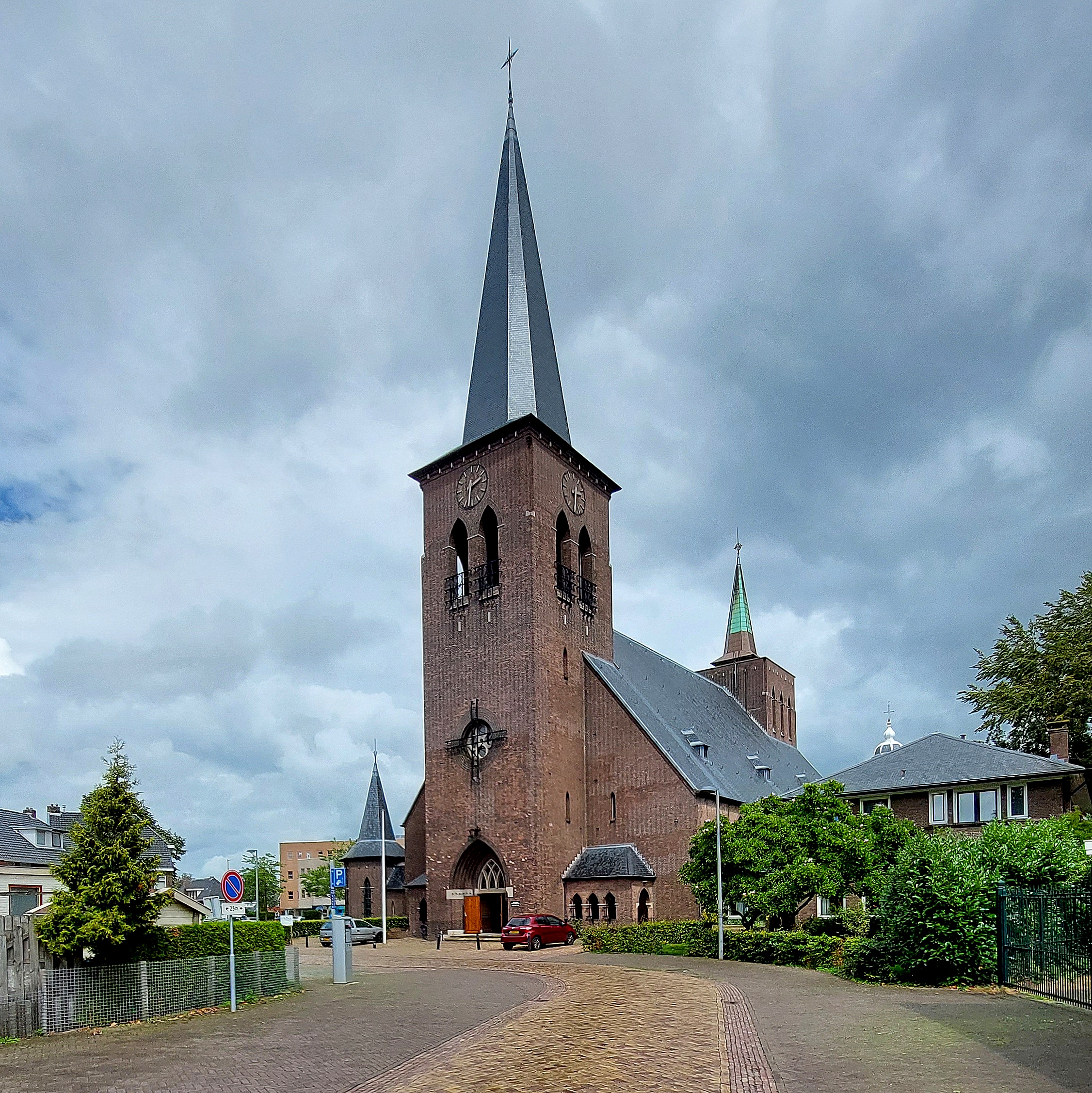
Heilige Geestkerk
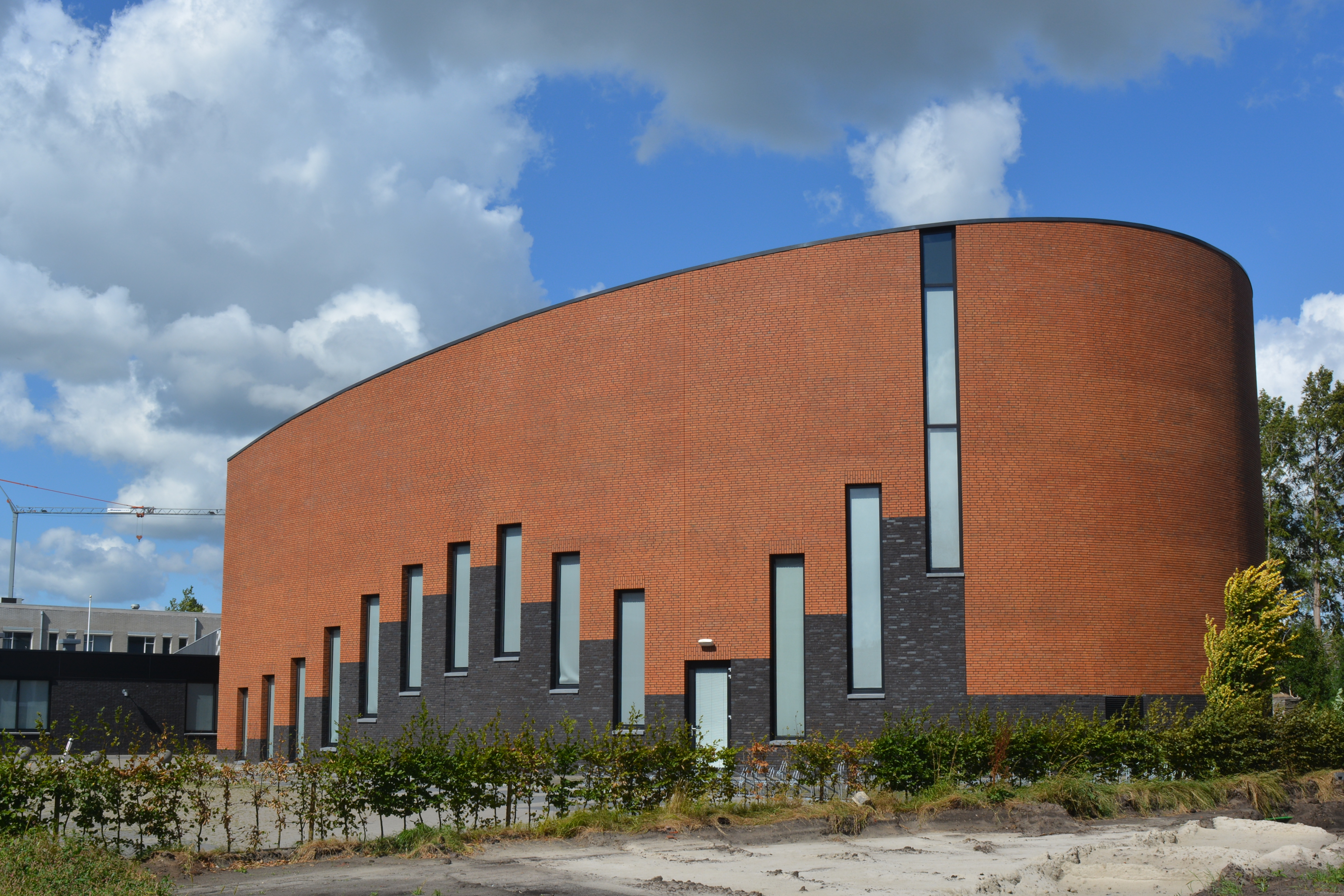
Trinitas

### Vrijmetselarij
In Heerenveen is sinds 5 oktober 1911 een vrijmetselaarsloge gevestigd onder de naam KenUzelven. Ooit was Johan Winkler Prins er lid. De broeders kwamen oorspronkelijk bijeen in café Paul Kruger. Veel later beschikte men over een eigen gebouw, laatstelijk aan de Heideburen. Door de hoge kosten van onderhoud is dit gebouw verkocht en komen de leden nu bijeen in een logegebouw te Hoornsterzwaag.

## Stedenbanden
- Baselga di Pinè (Italië)
- Rishon LeZion (Israël) - 26 april 1993 - 18 april 2016